# سنان بن ربيعة الباهلي
سنان بن ربيعة الباهلي أَبُو ربيعة البَصْرِيّ، تابعي وأحد رواة الحديث النبوي من أهل البصرة.

## روايته للحديث النبوي
- روى عن: أنس بن مالك، وثابت البناني، والحضرمي بْن لاحق، وشهر بن حوشب.
- روى عنه: حماد بن زيد، وحماد بن سلمة، وسَعِيد بْن زيد، وعَبْد اللَّهِ بن بكر التَّيْمِيّ، وعبد الوارث بْن سَعِيد.[1]
- الجرح والتعديل: ذكره ابن حبان في كتاب الثقات، وقال يحيى بن معين: «ليس بالقوي»، وقال أبو حاتم الرازي: «شيخ مضطرب الحديث»، وقال ابن عدي: «له أحاديث قليلة، وأرجو أنه لا بأس به». روى له البخاري فِي «الجامع» حديثًا واحدًا مقرونًا بغيره، وفي الأدب المفرد، وأبو داود، والترمذي، وابن ماجة حديثًا آخر.[1]